# Atlantische Akademie Rheinland-Pfalz
Die Atlantische Akademie Rheinland-Pfalz e.V. ist eine von der rheinland-pfälzischen Landesregierung im Jahre 1996 gegründete, von einem überparteilichen Verein getragene und mit Landesmitteln geförderte, gemeinnützige Institution, die sich die Pflege der transatlantischen Beziehungen und die umfassende Information über Politik und Gesellschaft der USA zum Ziel gesetzt hat.

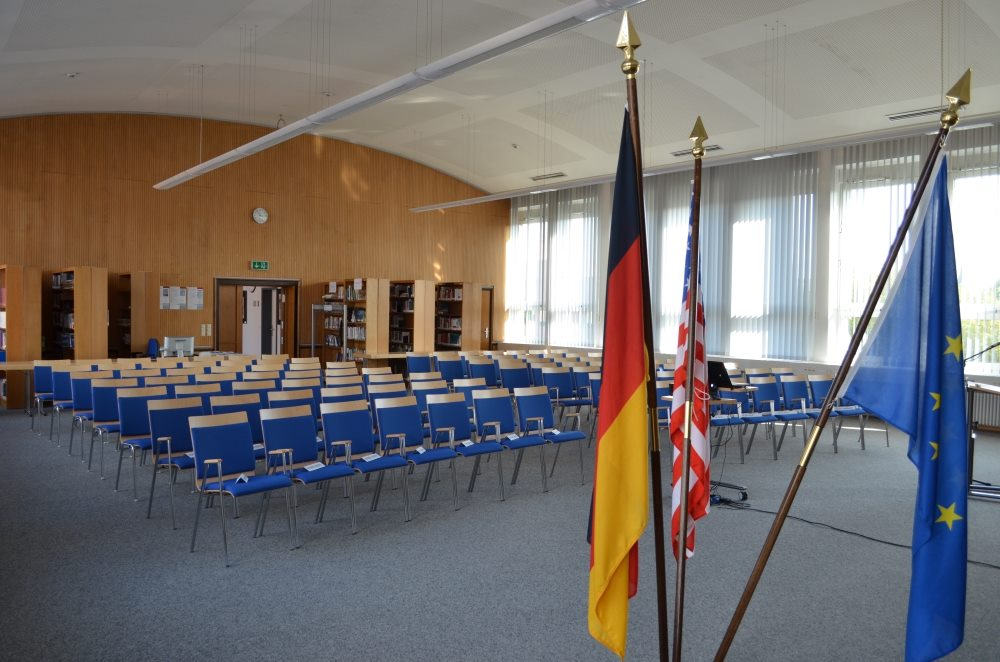
Seminar room

## Geschichte
In und um Kaiserslautern befindet sich der größte amerikanische Militärstützpunkt außerhalb der USA (Kaiserslautern Military Community). Rund 50.000 US-Bürger leben in der Region, sowohl Militärangehörige als auch Zivilisten. Um deren Austausch mit Rheinland-Pfälzern zu fördern und einen Beitrag zur Bildungsarbeit, auf dem Gebiet amerikanische Politik und Gesellschaft, zu leisten, wurde 1996 die Atlantische Akademie gegründet. Am 22. Februar 1996, dem Geburtstag des ersten amerikanischen Präsidenten George Washington, wurde sie vom damaligen rheinland-pfälzischen Ministerpräsidenten Kurt Beck offiziell eröffnet. Mit Werner Kremp als Direktor bezog sie zunächst Räume im Theodor-Zink-Museum in der Steinstraße. Am 16. Oktober 1996 formierte sich der Trägerverein „Atlantische Akademie Rheinland-Pfalz e.V.“. Im Jahr 2010 wurde Wolfgang Tönnesmann Direktor der Atlantischen Akademie, welcher wiederum Anfang 2015 von David Sirakov abgelöst wurde. Die Atlantische Akademie wird zum Teil über Mitgliedsbeiträge, Teilnahmegebühren und Drittmittel, vor allem aber über einen Zuschuss der Landesregierung finanziert.
Seit 2014 ist die Akademie ein anerkannter Bildungsträger der Bundeszentrale für politische Bildung.

## Programm
Das Programm lässt sich generell in 3 Bereiche aufteilen: Begegnung, Bildung und Beratung.
- Das Veranstaltungsrepertoire hierbei umfasst Seminare, Konferenzen und Vorträge zur Politik und Gesellschaft der USA. Diese Veranstaltungen finden vor allem in Rheinland-Pfalz, teils aber auch an anderen Orten in der Bundesrepublik statt und richten sich, in der Regel, an alle Interessierten.

- Schulen bietet die Atlantische Akademie die Möglichkeit Workshops für Oberstufen-Klassen und Lehrkörper anzufordern, welche direkt in den jeweiligen Schulen stattfinden und ein weites Themenspektrum, von den deutsch-amerikanischen Beziehungen bis hin zur amerikanischen Musikgeschichte, abdecken. Darüber hinaus veröffentlicht die Akademie die Reihe „Atlantische Texte“. Diese Bücher behandeln diverse kulturelle und politische Themen mit Bezug zu Amerika, oft an aktuellen Ereignissen orientiert. Bislang sind in der Reihe einundvierzig Bände erschienen (Stand: Juni 2016).

- Nicht zuletzt stehen die Mitarbeiter der Atlantischen Akademie als Berater zu amerikawissenschaftlichen Themen zur Verfügung.